# ست فن نیردن
ست فن نیردن ((به انگلیسی: Seth Van Neerden)، زادهٔ ۱۹۶۸) شناگر اهل ایالات متحده آمریکا است.